# Dhaalu atoll
Dhaalu atoll är en administrativ atoll i Maldiverna. Den ligger i den centrala delen av landet, den administrativa centralorten Kudahuvadhoo ligger 180 km sydväst om huvudstaden Malé. Antalet invånare vid folkräkningen 2014 var 5 786.
Den består av 53 öar, varav sex är bebodda: Bandidhoo, Hulhudheli, Kudahuvadhoo, Maaenboodhoo, Meedhoo och Rinbudhoo.